# Вибори до Житомирської обласної ради 2006
Вибори до Житомирської обласної ради 2006 — вибори до Житомирської обласної ради, що відбулися 26 березня 2006 року. Це були перші вибори до Житомирської обласної ради, що проводилися за пропорційною виборчою системою. Для того, щоб провести своїх представників до  Житомирської обласної ради, партія чи блок мусила набрати не менше 3% голосів виборців.

## Результати виборів
| Розподіл голосів     | Розподіл голосів     | Розподіл голосів | Розподіл голосів | Розподіл голосів |
| -------------------- | -------------------- | ---------------- | ---------------- | ---------------- |
|                      |                      |                  |                  |                  |
| БЮТ (28)             | БЮТ (28)             |                  | 20.2%            | 20.2%            |
| «Наша Україна» (23)  | «Наша Україна» (23)  |                  | 16.5%            | 16.5%            |
| Партія регіонів (16) | Партія регіонів (16) |                  | 11.1%            | 11.1%            |
| Блок Литвина (14)    | Блок Литвина (14)    |                  | 9.6%             | 9.6%             |
| СПУ (9)              | СПУ (9)              |                  | 6.4%             | 6.4%             |
| КПУ (5)              | КПУ (5)              |                  | 3.6%             | 3.6%             |

Примітка: На діаграмі зазначені лише ті політичні сили,  які подолали  3 % бар'єр
 і провели своїх представників до Житомирської обласної ради.
 В дужках — кількість отриманих партією чи бльоком мандатів 

## Зовнішні посилання
- Офіційна сторінка Житомирської обласної ради [Архівовано 16 червня 2009 у Wayback Machine.]